# Глава сімейства
Глава сімейства (англ. Head of the Family) — американський фільм жахів 1996 року.

## Сюжет
Ленс і Лоретта — коханці, що зустрічаються за спиною її чоловіка — бандита Говарда. Той підозрює свою дружину в зраді. Щоб позбутися Говарда закохана парочка задумує план, в якому збирається використовувати членів сімейки Стекпул. Справа в тому, що це сім'я виродків, кожен з яких має одину величезну частину тіла. Вони займаються тим, що заманюють до себе мандрівників і розчленовують їх для своїх жахливих експериментів.

## У ролях
- Блейк Бейлі — Ленс
- Жаклін Ловелл — Лоретта
- Боб Шотт — Отіс
- Джеймс Джонс — Вілер
- Александрія Квінн — Ернестіна
- Гордон Дженнісон Нойс — Говард
- Дж. В. Перрі — Майрон
- Вікі Скіннер — Сьюзі
- Роберт Дж. Феррелі — Вейзел
- Брюс Адель — агент з продажу квитків
- Гері Анелло — Артур Расков
- Дайер МакГенрі — водій вантажівки
- Роб Розер — суддя
- Стів Новак — Кошон
- Ван Епперсон — Хор
- Рут Таунсенд — реєстратор
- Сьюзі Чідл — дівчина
- Тамара Талбот — Freak 1
- Рик Феріс — Freak 2
- Герві Макнаб — Freak 3
- Лорей Куейн — Freak 4
- Самара — Freak 5
- Расс Геріч — Freak 6
- Крістофер Бергшнейдер — Freak 7
- Альберт Бенд — в титрах не вказаний

## Продовження
Сиквел «Наречена глави сім'ї» вийшов на екрани 14 лютого 2020 року. Він вийшов у рамках серії «Смертельна десятка» і знову був знятий режисером Чарльзом Бендом. Сюжет фільму розвиває події, що відбулися в попередньому фільмі.